# FlexPro
FlexPro ist eine wissenschaftlich-technische Datenanalyse- und Präsentationssoftware der Weisang GmbH. Es läuft unter Microsoft Windows und ist in Deutsch, Englisch, Französisch, Japanisch und Chinesisch verfügbar. FlexPro hat seine Wurzeln im Testen und Messen und unterstützt verschiedene Dateiformate von Messgeräten und Datenerfassungssoftware. FlexPro kann große Datenmengen mit hohen Abtastraten analysieren.

## Funktionalitäten
FlexPro ist eine Datenanalyse- und Präsentationssoftware. Alle Daten, Analysen und Präsentationen werden in einer Objektdatenbank gespeichert. Die Struktur der Datenbank ist ähnlich wie bei einem Festplatten-Dateisystem. Zur Organisation der Analyse kann in FlexPro eine Ordnerhierarchie aufgebaut werden. Eine komplette FlexPro-Datenbank kann in einer einzigen Datei gespeichert werden, deren Größe nur durch den verfügbaren Speicherplatz und nicht durch den Arbeitsspeicher des Computers begrenzt ist. Die FlexPro-Benutzeroberfläche basiert auf der Microsoft Office Ribbon-Technologie.
FlexPro bietet Assistenten zur Erstellung verschiedener 2D- und 3D-Grafiken sowie Tabellen zur Datenpräsentation. In 2D-Diagrammen können Kurven, Symbole, Balken und Fehlerbereiche sowohl kartesisch als auch in Polardarstellung dargestellt werden. Darüber hinaus gestatten 3D-Diagramme die Anzeige von Oberflächen, Konturplots, Wasserfalldiagrammen, Raumkurven und Balkengrafiken. FlexPro unterstützt auch Medienobjekte (Videoformat) und ermöglicht die Erstellung mehrseitiger Dokumente direkt in der Projektdatenbank.
FlexPro verfügt über eine integrierte Programmiersprache FPScript, die für die Datenanalyse optimiert ist und direkte Operationen auf nicht-skalare Objekte wie Vektoren und Matrizen sowie zusammengesetzte Datenstrukturen wie Signale, Signalreihen oder Oberflächen unterstützt. Alle Operationen können interaktiv (über Menüs oder Dialogboxen) oder programmgesteuert ausgeführt werden. Die Programmierung erfolgt dabei über (OLE-)Automation-Objektmodell und die integrierte Microsoft Visual Basic for Applications Entwicklungsumgebung (VBA).
Die Daten können grafisch über Cursor in 2D- oder 3D-Grafiken oder mathematisch über Analyseobjekte oder FPScript-Formeln analysiert werden. Der zugrundeliegende Algorithmus eines Analyseobjekts kann über ein Eigenschaftsblatt eingestellt werden. Rohdaten, Analyseobjekte und Präsentationsobjekte wie Diagramme, Tabellen und Dokumente bilden ein dynamisches Netzwerk, das nach dem Import neuer Daten aktualisiert werden kann. FlexPro unterstützt die Signalanalyse im Zeit- und Frequenzbereich, Spektralanalyse, Ordnungsanalyse, lineare und nichtlineare Kurvenanpassung, beschreibende und induktive Statistik, Ereignisisolation, Akustik, digitale (FIR und IIR) Filter sowie Zählverfahren (z. B. Rainflow-Klassierung).
FlexPro führt nicht nur Berechnungen mit Zahlen durch, sondern auch mit physikalischen Größen zusammen mit einer Einheit. Neben SI-Einheiten unterstützt FlexPro auch gängige Nicht-SI-Einheiten wie Gauß- und US-Einheiten.
FlexPro kann Grafiken und Dokumente in eine Reihe von Dateiformaten wie HTML, JPEG, PNG und WMF exportieren.
Der FlexPro Data Explorer indiziert Datenarchive auf Festplatten oder Servern. Konfigurierbare Datenabfragen können verwendet werden, um nach Merkmalswerten oder anderen Attributen zu suchen um die zu analysierenden Datensätze zu finden. Es ist auch möglich, während des Indizierungsprozesses eigene Berechnungen zu konfigurieren, die für eine spätere Analyse der Daten verwendet werden können.
FlexPro unterstützt verschiedene Dateiformate für den Import (Standardformate und Messgeräte- und Datenerfassungssoftware-spezifische Formate), wie z. B. Text- und CSV-Daten, Excel-Tabellen, Multimedia-Dateien, Wave-Dateien, ODBC-Datenquelle, Matlab (.mat), National Instruments (.tdm, .tdms), ASAM ODS und ASAM COMMON MDF4, IMC Famos, NASA-CDF, Dewetron, DEWESoft, Graphtec, Hioki, IMC, Nicolet/Gould, OROS, SEFRAM, Viper, TEAC, Sony, Tektronik, Powermeter, Catman, Caesar, Imtec, Stemmer, Yokogawa, SPSS, LabView, Diadem, TurboLab, Systat, TableCurve.